# Escadrille La Fayette
Ne doit pas être confondu avec Brigade La Fayette.
Pour les articles homonymes, voir Lafayette.
L'escadrille La Fayette est une unité de volontaires américains constituée en 1916 sous commandement français afin de venir en aide à la France lors de la Première Guerre mondiale. Elle fut nommée en mémoire du marquis de La Fayette, héros français de la guerre d'indépendance des États-Unis. Ces volontaires américains, étrangers donc, étaient immatriculés à la Légion étrangère. Les couleurs de la Légion, le vert et le rouge, apparaissent dans l'insigne de l'escadrille.

## Historique

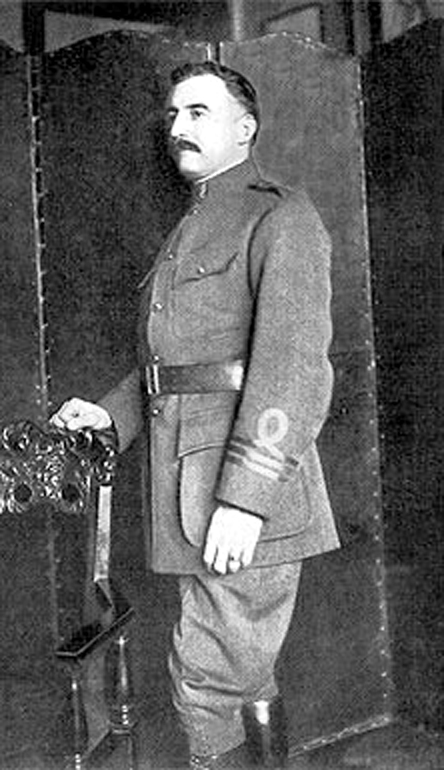
Dr Edmund L. Gros.

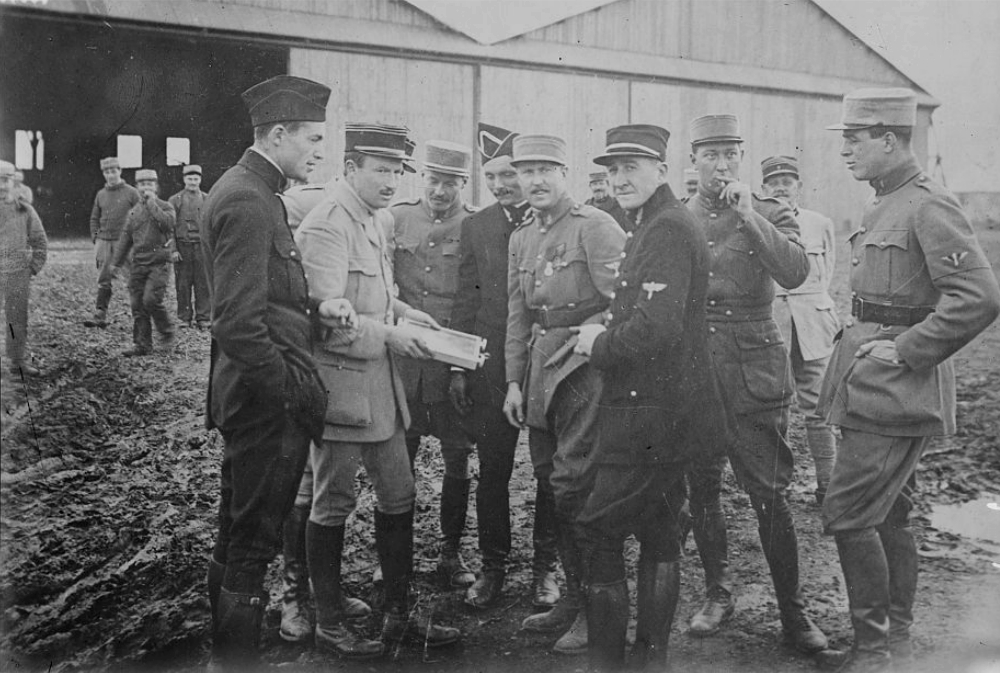
De gauche à droite : Kiffin Rockwell, Capt. Georges Thenault, Norman Prince, Lt. Alfred de Laage de Meux, Elliot Cowdin, Bert Hall, James McConnell et Victor Chapman avant 1917.

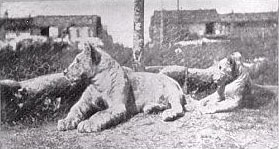
Les mascottes de l'escadrille Lafayette, les deux lionceaux « Whiskey » et « Soda ».

Alors que les États-Unis ont déclaré leur neutralité vis-à-vis du conflit européen, le Dr Edmund Louis Gros, le directeur médical de l'American Field Service (AFS) et Norman Prince, un Américain expatrié en France, entreprennent de persuader le gouvernement français de l'intérêt que pouvait avoir une escadrille de volontaires américains combattant aux côtés de la France. L'objectif est alors que les efforts de ces volontaires soient reconnus par le public américain et donc, que la publicité créée par leurs actions, éveillerait l'opinion publique américaine et la conduirait à demander l'abandon de la neutralité.
Autorisée par le Département de l'Air le 21 mars 1916, l’Escadrille américaine N 124 est déployée à partir du 20 avril à l'aérodorme militaire de Luxeuil-les-Bains. Ses avions sont des Nieuport 11 et ont pour mission l'escorte de bombardiers anglais et français.
Le 26 avril, la base aérienne subit un bombardement aérien qui blesse six hommes, dont le soldat Pierre Massé qui décèdera peu après.

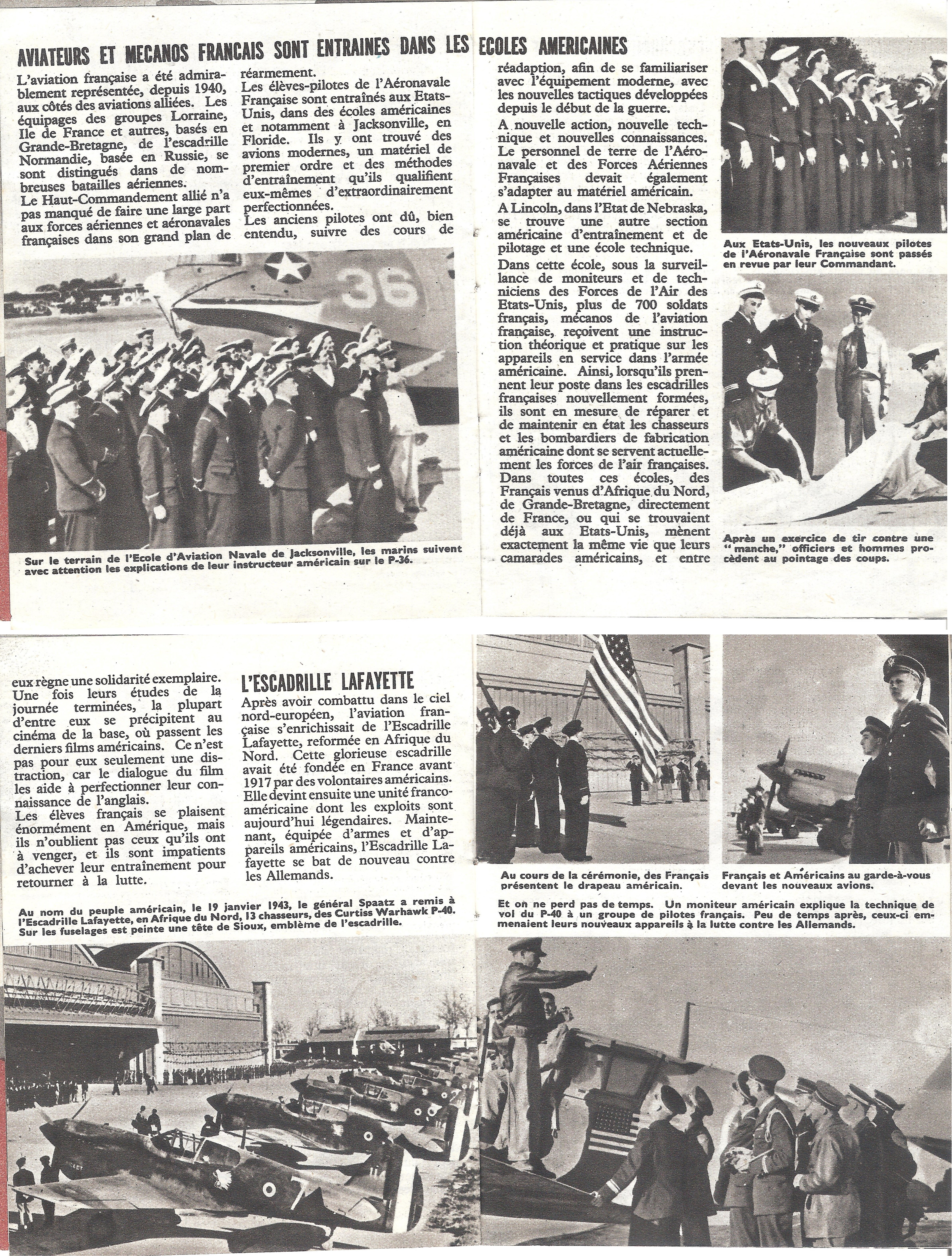
Escadrille Lafayette -- Aviateurs et mécaniciens de la France Libre en formation aux États-Unis.

Le 18 mai 1916, l'escadrille recense sa première victoire lorsque Kiffin Rockwell abat un biplan.
En juin elle s'installe à Bar-le-Duc pour prendre part à la bataille de Verdun, où elle remporte 13 victoires homologuées en 146 combats. Elle déplore en ce mois son premier pilote mort au combat : Victor Chapman.
Elle reprend ensuite ses missions d'escorte au profit des bombardiers, puis est engagée dans la bataille de la Somme, après avoir troqué ses Nieuport XI pour des Nieuport 17 et des SPAD S.VII. Elle subit là sa seconde perte Kiffin Rockwell.
Tous les pilotes américains n'appartenaient pas à l'escadrille Lafayette, un grand nombre de volontaires américains servaient au sein du Royal Flying Corps, du Royal Naval Air Service, et de la Royal Air Force.
En octobre, le capitaine Georges Thenault choisit le premier emblème collectif de l'unité : une tête de Séminole. En février 1917 est adopté un second emblème : une tête de Sioux.
En décembre 1916 une objection allemande parvient au gouvernement américain sur l'utilisation du nom d' Escadrille américaine pour l'unité d'aviation, alors que les États-Unis sont supposés neutres. Ce même mois est donc adopté le nom d' Escadrille Lafayette.
Lorsqu'en 1917 les États-Unis entrèrent en guerre aux côtés de l'Entente, l'escadrille fut intégrée à l'aviation américaine sous l'appellation de 103rd Aero Squadron (en), et placée sous le commandement de William Thaw II.

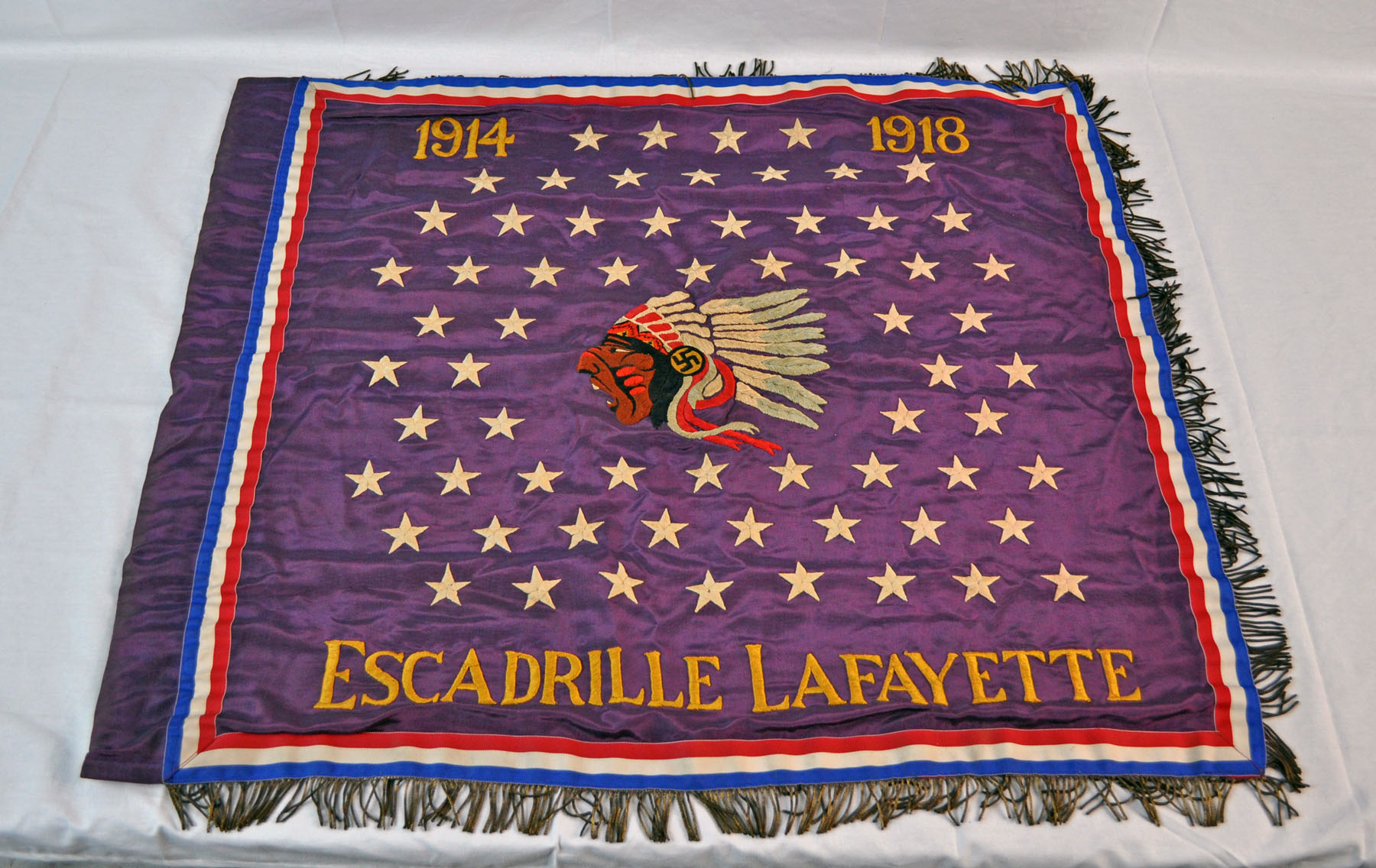
Fanion de l'escadrille, Première Guerre mondiale.

L'escadrille La Fayette est constituée de volontaires, elle compte à l'origine 42 aviateurs dont 4 officiers Français. Elle est financée par des Américains francophiles qui s'engagèrent au côté de la France, tels que Norman Prince, le fils d'une famille de riches industriels américains habitant la ville de Pau, qui périt en combat aérien. Puis avec un plus grand nombre de volontaires, son nom devient le Corps d'Aviation La Fayette (Flying Corps Lafayette) dans lequel 209 aviateurs ont servi, parmi lesquels Kiffin Rockwell, Norman Prince, Raoul Lufbery, Eugene Jacques Bullard (premier pilote de chasse noir, et unique de la Première Guerre mondiale). En 1917, lors de l'entrée en guerre des États-Unis, de nombreux pilotes de l'escadrille La Fayette rejoignent l’United States Army Air Service américain, mais pas tous. Ainsi, l'USAAS refuse l'intégration du noir Bullard. Edwin Parsons, entre autres, refuse de quitter ses camarades de combat français et de se retrouver sous l'autorité d'officiers américains qui ne se sont jamais battus. En décembre 1917, l'escadrille est basée sur l'aérodrome de la Noblette.
L'escadrille cesse d'exister le 18 février 1918 et c'est le 103e escadron de poursuite aérienne qui reprend ses insignes et ses traditions dans la force aérienne américaine. Actuellement c'est l'Escadron de chasse 2/4 La Fayette qui a repris le nom dans l'armée de l'air française.
L'escadrille La Fayette est aujourd'hui peu présente dans les mémoires américaines, mais un mémorial, le mémorial de l'Escadrille La Fayette, leur est dédié à Marnes-la-Coquette. En avril 2016, une cérémonie commémorant le centenaire de l'arrivée des aviateurs américains fut organisée en présence de Deborah Lee James, secrétaire d’État des services de l'armée de l'air américaine, Jane D. Hartley, ambassadrice des États-Unis à Paris et Jean-Marc Todeschini, secrétaire d’État aux Anciens combattants.
Fin 1917, le lion Whiskey et la lionne Soda, mascottes de l'unité, furent confiés à un zoo parisien, parce qu'ils perturbaient trop la vie des pilotes.

## Membres

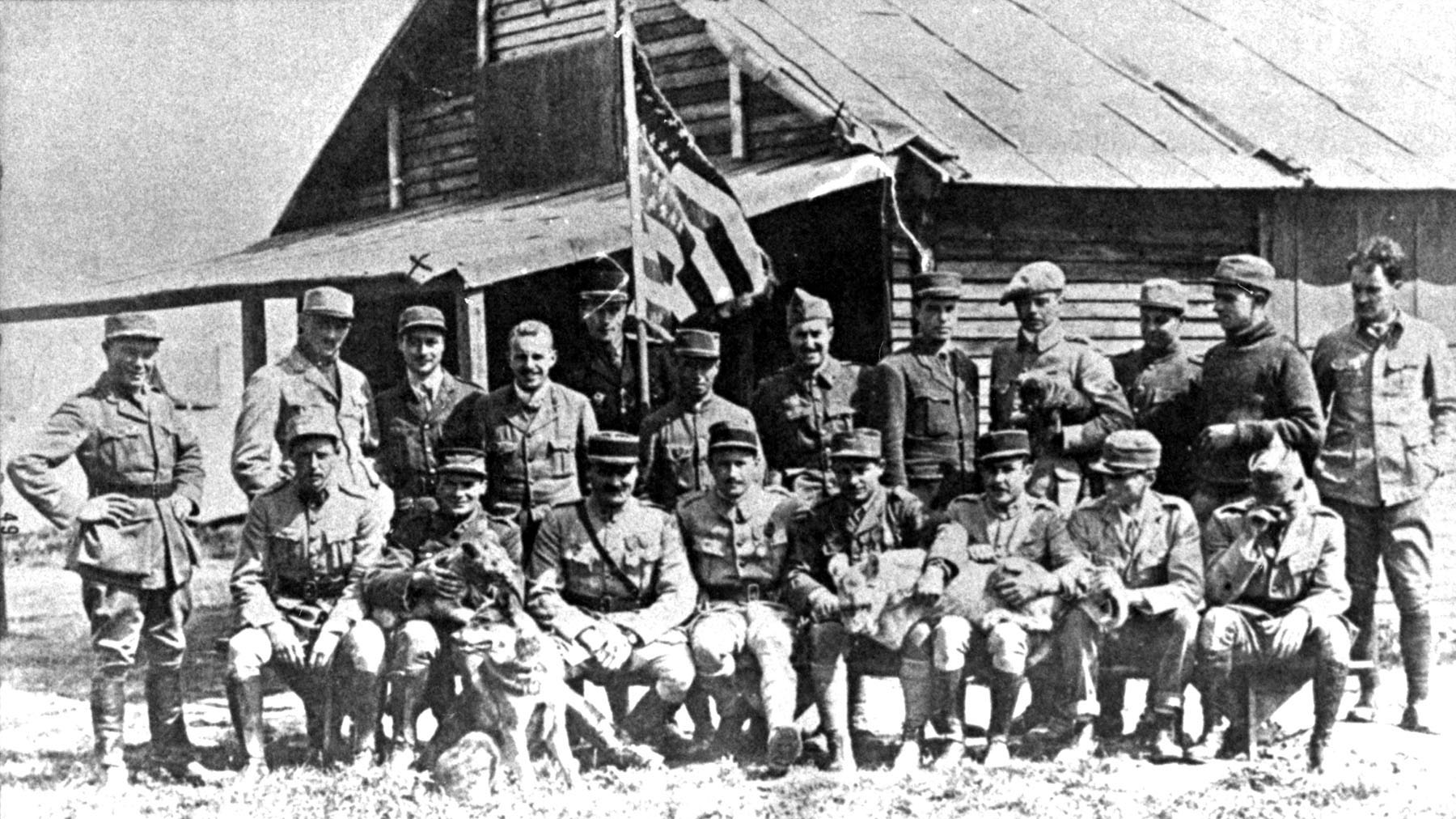
Debout (de gauche à droite) Soubiron, Doolittle, Campbell, Persons, Bridgman, Dugan, MacMonagle, Lowell, Willis, Jones, Peterson et de Maison Rouge. Assis (de gauche à droite) Hill, Masson avec « Soda », Thaw, Thenault, Lufbery avec « Whiskey », Johnson, Bigelow et Rockwell.

Il existe une certaine confusion entre les pilotes qui faisaient partie de l'escadrille Lafayette et du Lafayette Flying Corps, en particulier dans le film Flyboys. L'escadrille était composée de ces cinq officiers français et de 38 pilotes américains (également connu sous le nom de The Valiant 38).

### Officiers français
- Colonel Philippe Féquant[10]
- Lieutenant-colonel Antonin Brocard[10]
- Capitaine Georges Thenault[10]
- Lieutenant Alfred de Laage de Meux[10]
- Lieutenant Charles Nungesser
- Lieutenant Gilbert Arnoux de Maison Rouge[10]
- Lieutenant Louis Verdier-Fauvety[10]

### Pilotes américains
Le symbole « † » indique que ces individus ont été tués au combat, y compris ceux entrés par la suite dans l'Air Service, ou morts des blessures reçues au combat.
1. Horace Clyde Balsley
2. Stephen Sohier Bigelow
3. Ray Claflin Bridgman
4. Andrew Courtney Campbell, Jr.†
5. Victor Emmanuel Chapman†
6. Elliott Christopher Cowdin
7. Charles Heave Dolan
8. James Ralph Doolittle†
9. John Armstrong Drexel
10. William Edward Dugan, Jr.
11. Christopher William Ford
12. Edmond Charles Clinton Genet†
13. James Norman Hall
14. Bert Hall (en)
15. Willis Bradley Haviland (en)
16. Thomas Moses Hewitt, Jr.
17. Dudley Lawrence Hill
18. Edward Foote Hinkle
19. Ronald Wood Hoskier†
20. Charles Chouteau Johnson
21. Henry Sweet Jones
22. Walter Lovell (en)
23. Raoul Lufbery†
24. James Rogers McConnell (en)†
25. Douglas MacMonagle
26. Kenneth Archibald Marr
27. Didier Masson
28. Edwin Charles « Ted » Parsons
29. Paul Pavelka†
30. David McKelvey Peterson (en)
31. Frederick Henry Prince, Jr. (en)[11]
32. Norman Prince†
33. Kiffin Yates Rockwell†
34. Robert Lockerbie Rockwell
35. Laurence Dana Rumsey, Jr.
36. Robert Soubiran
37. William Thaw II
38. Harold Buckley Willis (en)
39. Eugene James Bullard

## Citations
Le Groupe La Fayette totalise huit citations à l'ordre de l'Armée aérienne, il a droit au port de la fourragère aux couleurs du ruban de la Croix de guerre 1914-1918, ainsi qu'au port de la fourragère aux couleurs du ruban de la Médaille militaire.

## Bilan

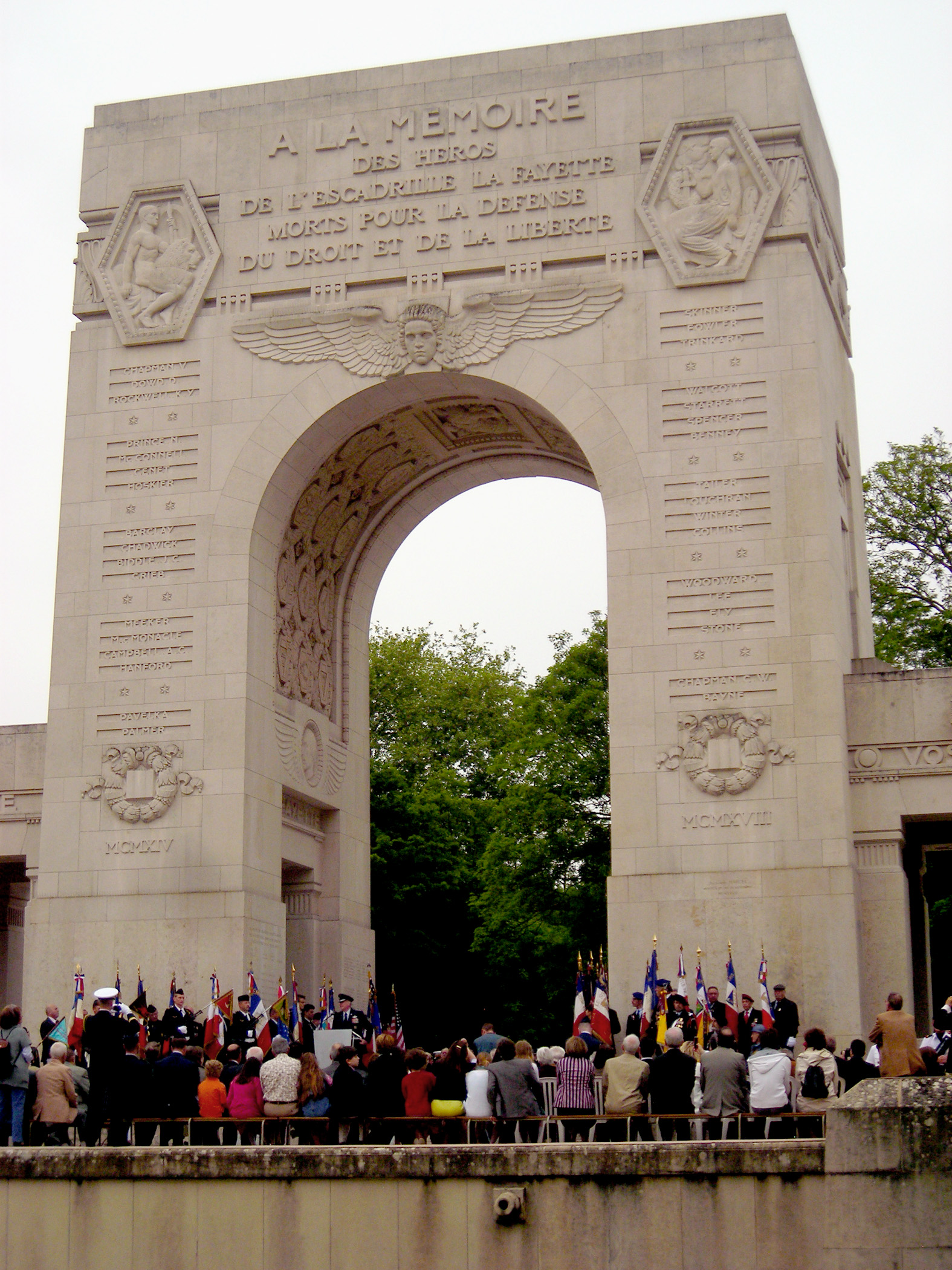
Mémorial de l'escadrille La Fayette à Marnes-la-Coquette.

Le 1er janvier 1918, au moment où elle disparaît officiellement, son bilan est le suivant :
- 267 Américains se sont engagés dans l'aviation française ;
- 255 ont reçu leur brevet de pilote ;
- 180 servirent au front ;
- 66 moururent, dont 51 au combat ;
- 19 furent blessés ;
- 15 furent faits prisonniers ;
- 199 victoires furent officiellement reconnues.

## Escadrille américaine durant la guerre du Rif
Durant la guerre du Rif, les difficultés qu'a connues l'armée française ont fait surgir l'idée d'une escadrille de mercenaires. Neuf officiers et sept sous-officiers américains, anciens pour l'immense majorité de l'escadrille La Fayette participèrent donc en 1925 à ce conflit avec sept avions mais l'opinion publique et l'administration américaine étaient contre cette présence.

## Membres d'honneur
- Amelia Earhart le 6 juin 1932, quelques jours après être devenue la première aviatrice à traverser l'Atlantique en solitaire, fut faite membre d'honneur de l'escadrille La Fayette[13].

## Seconde Guerre mondiale

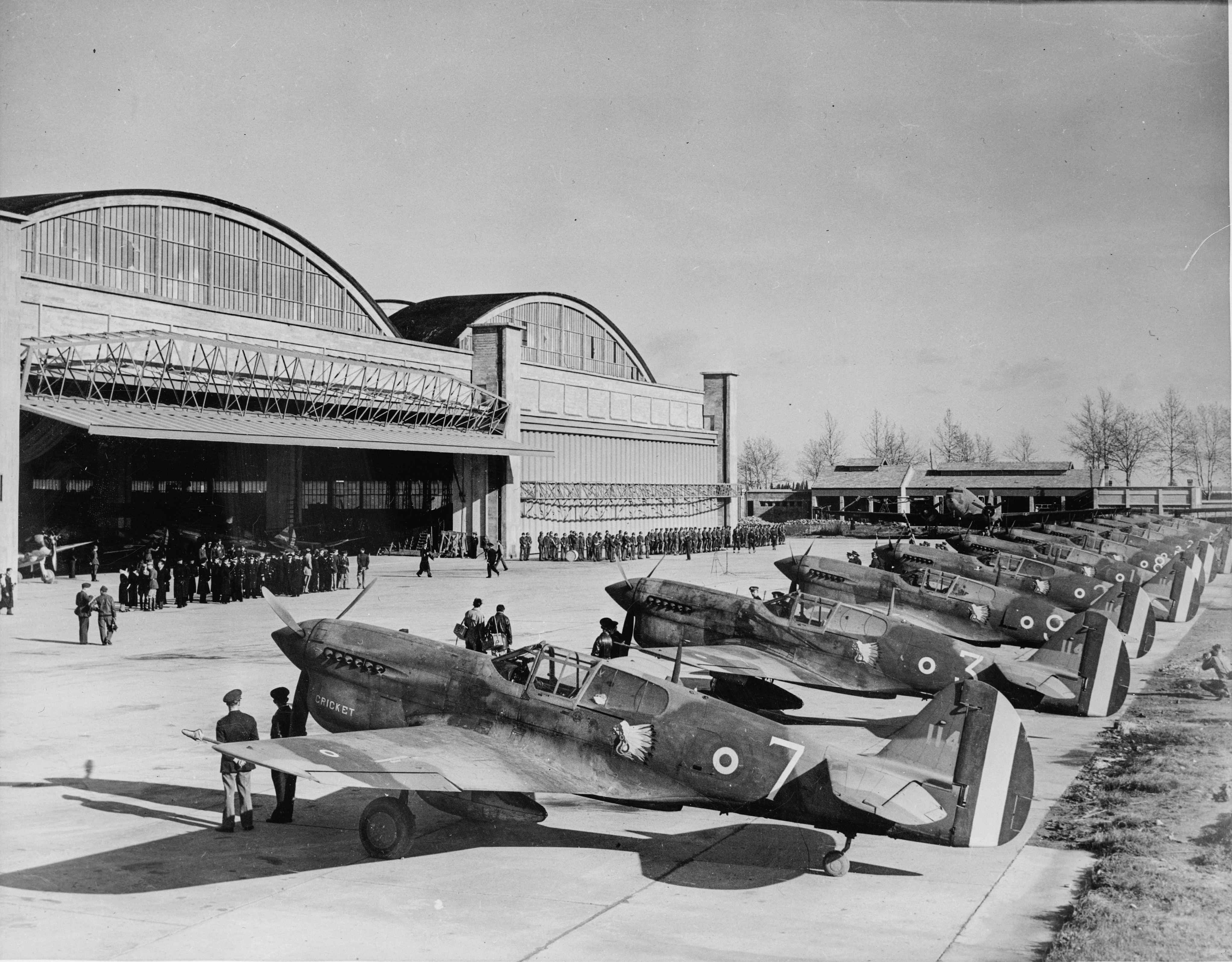
Transfert officiel de 12 Curtiss P-40F Warhawk de l'USAAF au groupe de chasse 2/5 le 9 janvier 1943 à Casablanca.

L'escadrille La Fayette devient la troisième escadrille du Groupe de Chasse 2/5 La Fayette.

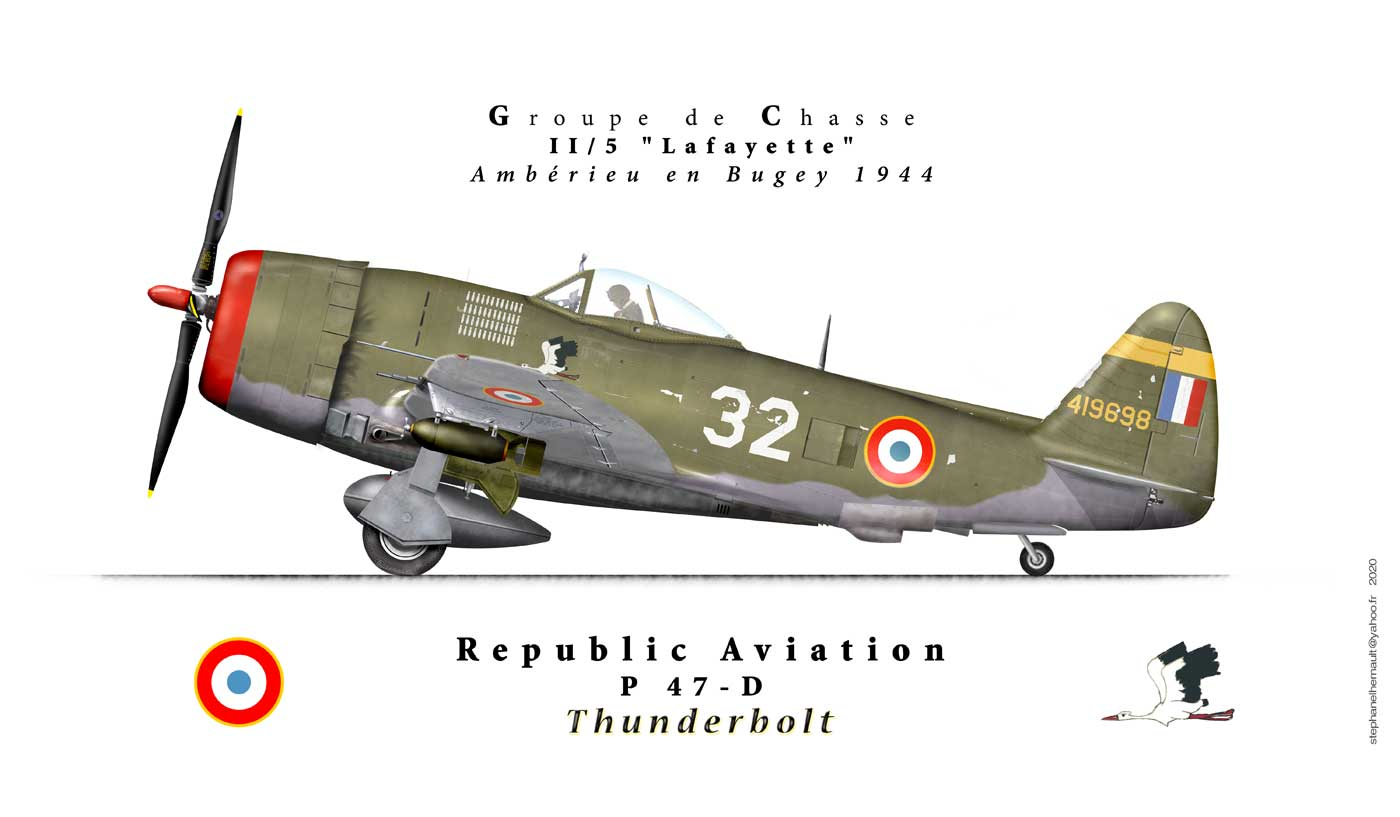
P47D groupe de chasse II/5 Lafayette.

| Nom                     | Prise de commandement | Fin de commandement |
| ----------------------- | --------------------- | ------------------- |
| Capitaine Monraisse     | septembre 1939        | 3 octobre 1940      |
| Lieutenant Villacèque   | 4 octobre 1940        | 19 janvier 1944     |
| Lieutenant de Monplanet | 20 janvier 1944       | 8 mai 1945          |

| Appareils                         | Début          | Fin            |
| --------------------------------- | -------------- | -------------- |
| Curtiss H75                       | septembre 1939 | novembre 1942  |
| Curtiss H75A-1                    | juillet 1940   | septembre 1940 |
| Dewoitine D.520                   | octobre 1942   | novembre 1942  |
| Curtiss P-40 Warhawk (P-40F)      | novembre 1942  | mars 1943      |
| Curtiss P-40 Warhawk (P-40L)      | mars 1943      | mars 1944      |
| Republic P-47 Thunderbolt (P-47D) | mars 1944      | mai 1945       |

## Dans les arts et la culture populaire

### Filmographie

#### Cinéma
- 1928 : Les Pilotes de la mort de William A. Wellman.
- 1958 : C'est la guerre de William Wellman.
- 2006 : Flyboys de Tony Bill.

## Mémorial

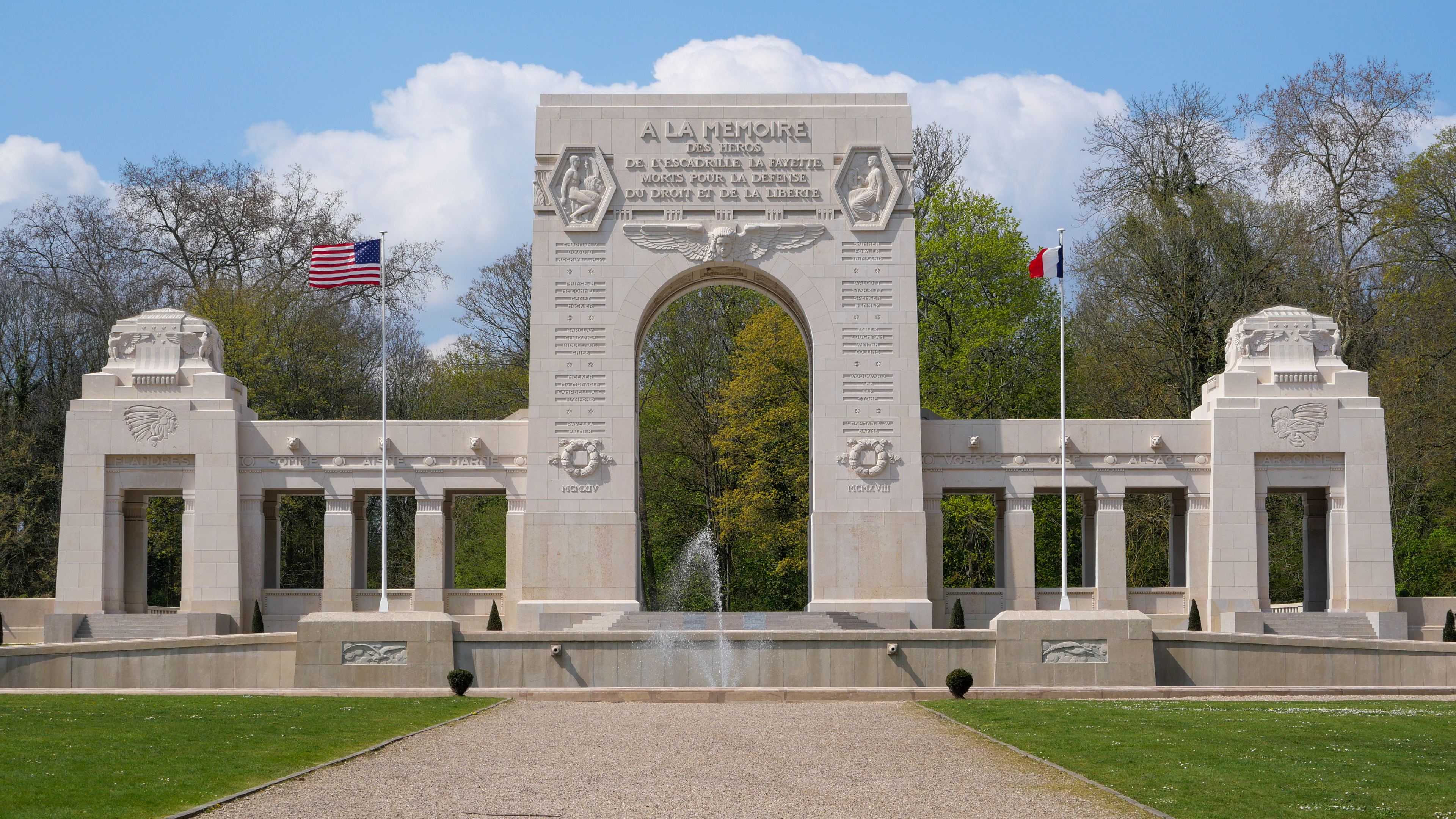
Le mémorial de l'escadrille Lafayette en 2021.

Il existe un mémorial de l'escadrille La Fayette à Marnes-la-Coquette.
Il est composé de 2 étages : un sous-sol, où sont enterrés les aviateurs, et une plate-forme, avec le symbole de l'escadrille et les noms des aviateurs sur les murs.
Ce mémorial a été inauguré le 4 juillet 1928. Érigé en mémoire des aviateurs français et américains, tous volontaires de l'Escadrille La Fayette engagés durant la Première Guerre mondiale, dont un des As, le Major Raoul Gervais Lufbery (1885-1918), comptant 17 victoires homologuées.
Une crypte souterraine contient les restes de la plupart de ces aviateurs tués au combat. Le mémorial se trouve dans le parc jouxtant le musée des Applications de la Recherche Louis Pasteur. Ce monument, situé 5, boulevard Raymond-Poincaré, est constitué d'un « arc monumental ».